# Championnat d'Algérie de rugby à XV
Le championnat d'Algérie de rugby à XV regroupe les 10 clubs algériens de rugby à XV. Il est organisé par la Fédération algérienne de rugby.

## Histoire
Le président de la Fédération algérienne de rugby, Sofiane Benhacen, a annoncé fin décembre 2016 le lancement en septembre 2017 de la première édition du championnat national de rugby. Les 20 équipes de rugby à XV qui existent en Algérie auraient été réparties en deux poules : Centre-Est et Centre-Ouest, mais elle n'a jamais vu le jour.
Finalement le coup d’envoi du premier championnat d’Algérie de l’histoire de rugby algérien a été donné en novembre 2018. Il a pris fin le 3 mai 2019 à Blida après une série de cinq tournois régionaux (Alger, Oran, Sidi Belabbes , Blida, Arzew) et un tournoi final à Blida qui a consacré la meilleure équipe,.

## Clubs de l'édition 2018-2019
Poule Ouest:
- RC Arzew
- Stade oranais
- MC Sidi Bel Abbès

Poule Est:
- JS Rugby Béjaïa
- Jeunesse M'Sila Rugby
- Sporting Rugby M'sila

Poule Centre:
- ES Bologhine
- JF Bordj El-Kiffan
- O Bordj El-Kiffan
- El Hillel Blida

## Palmarès
| Saison    | Vainqueur                                                       | Score                                                           | Finaliste                                                       | Lieu                                                            |
| --------- | --------------------------------------------------------------- | --------------------------------------------------------------- | --------------------------------------------------------------- | --------------------------------------------------------------- |
| 2016-2017 | JF Bordj El-Kiffan[réf. nécessaire]                             |                                                                 |                                                                 |                                                                 |
| 2017-2018 | Stade oranais[réf. nécessaire]                                  |                                                                 |                                                                 |                                                                 |
| 2018-2019 | Stade oranais                                                   | N/A                                                             | JF Bordj El-Kiffan                                              | Stade Mustapha-Tchaker (Blida)                                  |
| 2019-2020 | Édition annulée en raison de la pandémie de Covid-19 en Algérie | Édition annulée en raison de la pandémie de Covid-19 en Algérie | Édition annulée en raison de la pandémie de Covid-19 en Algérie | Édition annulée en raison de la pandémie de Covid-19 en Algérie |

## Bilan
| Club               | Titre(s) | Premier(s) - Dernier(s) |
| ------------------ | -------- | ----------------------- |
| Stade oranais      | 2        | 2018 - 2019             |
| JF Bordj El-Kiffan | 1        | 2017 - 2017             |